# إيفان فيودوروف (ملاح)
إيفان فيودوروف, (الروسية: Иван Фёдоров), (؟- 1733), بحار وملاح روسي وضابط البعثة الروسية لشمال ألاسكا في عام 1732 م.
بَعد بعثة فيتوس بيرنغ (1725-1730), استمرت جُهود روسيا الإمبراطورية في استكشاف أمريكا الشمالية وفي سنة 1732 أرسلت إيفان فيودوروف مَع طاقم فيتوس بيرنغ في بعثة أُخرى وأبحر إيفان من أقصى شرق آسيا وسُرعان ما وصل مع طاقمه إلى ألاسكا وَأكمَل خلال رحتله إلى هُناك إستكشاف مضيق بيرنغ واكتشف خلال رحلته أيضاً ثلاث جزر لم تكن معروفة سابِقاً وأثناء ذلك أُصيب بِمرض ومات ودُفِن هُناك عام 1733.